# تپه قله سوزو
تپه قله سوزو مربوط به دوره ساسانیان است و در شهرستان دشتستان، بخش شبانکاره، ۳ کیلومتری شرق شهر شبانکاره واقع شده و این اثر در تاریخ ۲۶ اسفند ۱۳۸۶ با شمارهٔ ثبت ۲۲۱۷۲ به‌عنوان یکی از آثار ملی ایران به ثبت رسیده است.